# Кенсетт (Арканзас)
Кенсетт (англ. Kensett, Arkansas) — город, расположенный в округе Уайт (штат Арканзас, США) с населением в 1791 человек по статистическим данным переписи 2000 года.

## География
По данным Бюро переписи населения США Кенсетт имеет общую площадь в 4,66 квадратных километров, водных ресурсов в черте населённого пункта не имеется.
Город Кенсетт расположен на высоте 68 метров над уровнем моря.

## Демография
По данным переписи населения 2000 года в Кенсетте проживало 1791 человек, 445 семей, насчитывалось 699 домашних хозяйств и 778 жилых домов. Средняя плотность населения составляла около 389 человек на один квадратный километр. Расовый состав Кенсетта по данным переписи распределился следующим образом: 70,24 % белых, 24,29 % — чёрных или афроамериканцев, 0,17 % — коренных американцев, 0,37 % — азиатов, 2,57 % — представителей смешанных рас, 2,40 % — других народностей. Испаноговорящие составили 4,02 % от всех жителей города.
Из 699 домашних хозяйств в 29,6 % — воспитывали детей в возрасте до 18 лет, 41,1 % представляли собой совместно проживающие супружеские пары, в 17,9 % семей женщины проживали без мужей, 36,2 % не имели семей. 32,3 % от общего числа семей на момент переписи жили самостоятельно, при этом 14,3 % составили одинокие пожилые люди в возрасте 65 лет и старше. Средний размер домашнего хозяйства составил 2,42 человек, а средний размер семьи — 3,06 человек.
Население города по возрастному диапазону по данным переписи 2000 года распределилось следующим образом: 26,0 % — жители младше 18 лет, 7,9 % — между 18 и 24 годами, 25,5 % — от 25 до 44 лет, 20,8 % — от 45 до 64 лет и 19,9 % — в возрасте 65 лет и старше. Средний возраст жителей составил 38 лет. На каждые 100 женщин в Кенсетте приходилось 80,7 мужчин, при этом на каждые сто женщин 18 лет и старше приходилось 74,5 мужчин также старше 18 лет.
Средний доход на одно домашнее хозяйство в городе составил 20 478 долларов США, а средний доход на одну семью — 26 161 доллар. При этом мужчины имели средний доход в 22 763 доллара США в год против 17 500 долларов среднегодового дохода у женщин. Доход на душу населения в городе составил 11 049 долларов в год. 26,3 % от всего числа семей в округе и 30,6 % от всей численности населения находилось на момент переписи населения за чертой бедности, при этом 48,5 % из них были моложе 18 лет и 21,4 % — в возрасте 65 лет и старше.